# Półmisek

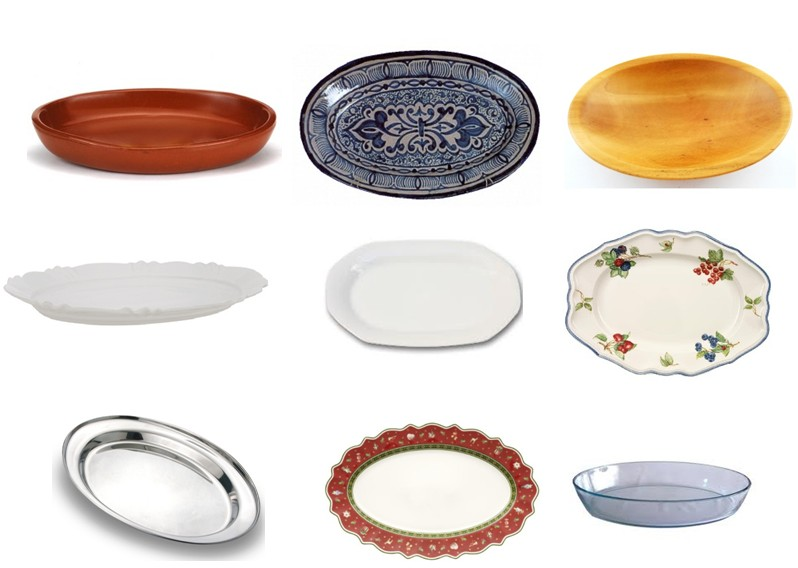
Różne rodzaje półmisków

Półmisek – płytkie naczynie kuchenne o kształcie najczęściej owalnym, przeznaczone do serwowania potraw. Jako półmisek nazywana bywa też potrawa podawana na tym naczyniu.

## Rodzaje
Rodzaj potrawy i jej ilość dostosowywana jest do odpowiednich półmisków, gdyż przepełniony lub niedostosowany formą półmisek wygląda nieapetycznie. I tak:
- do ryb stosuje się wąskie i długie półmiski (porcjowaną można podać na okrągłych, układając wtedy jej kawałki w kształcie pierścienia z warzywami lub surówką na środku[2]),
- do mięs i wędlin[2] stosuje się podłużne, ale nieco szersze półmiski,
- warzywa i galarety serwuje się na półmiskach okrągłych,
- leguminy gorące podaje się na okrągłych półmiskach porcelanowych, a zimne mogą być podawane na szklanych, kryształowych lub ozdobnych talerzach[3].

## Zasady serwowania
Serwowana potrawa nie powinna wychodzić poza rąbek zagięcia na półmisku. W przypadku używania płaskich półmisków, na których podawane są dania z sosami (np. sałatki), nie powinny one w nich pływać. Drobne zakąski, oliwki, ogórki konserwowe, pieczarki marynowane itp. prezentują się najlepiej na półmiskach podzielonych na mniejsze części, czyli tzw. kabaretkach.